# Stine Bjerre Mortensen
Stine Bjerre Mortensen (født 31. marts 1982 i Fredericia; fødenavn Jørgensen) er en dansk journalist hos TV2 Sporten.

## Privat
Hun blev 22. december 2017 gift med håndboldspilleren Casper U. Mortensen, som spiller for tyske Handball Sport Verein Hamburg og på det danske landshold.

## TV-karriere
Stine studerede medievidenskab på Syddansk Universitet i Odense. Hendes første job på TV 2 var som runner, hvor hun lavede kaffe og tog kopier. Sidenhen kom hun i praktik på TV2 Sporten, og allerede ugen efter blev den unge studievært sendt ud for at lave et liveinterview med den dengang tilbagevendende landstræner Jan Pytlick. I dag er hun vært og reporter på TV2 Sporten, hvor hun både dækker de daglige sportsnyheder og er vært på de ugentlige håndboldkampe om lørdagen. Hun er også en fast del af teamet under håndboldslutrunder for mænd og kvinder. Ligeledes en del af teamet der dækker Le Mans.